# ارجون سینگوالی
ارجون سینگوالی (به انگلیسی: Arjun Singhwali) یک منطقهٔ مسکونی در پاکستان است که در ناحیه اوکارا واقع شده‌است. ارجون سینگوالی ۱۸۰ متر بالاتر از سطح دریا واقع شده‌است.